# 陳耀昌
陳耀昌（1949年—），臺灣著名的血液疾病專家、作家與政治人物，自稱有西拉雅族與荷蘭人血統。
他曾任臺大醫院血液腫瘤科醫師三十多年，1983年完成臺灣第一例的骨髓移植，為臺灣骨髓移植的先驅，並奠立骨髓庫基礎。陳耀昌於1993年-1995年多次赴越南胡志明市，協助越南成立骨髓移植中心。他也是幹細胞研究開拓者，2002年-2004年擔任國衛院第一位幹細胞中心創所主任，2014年創辦臺灣細胞醫療協會。2004年他擔任臺大法醫學研究所創所所長，2005年推動「法醫師法」三讀通過。
亦曾投入政治界，1996年至2003年陳耀昌擔任民進黨不分區國大代表、行政院顧問，2006年參與倒扁活動並退出民進黨，成為紅黨黨主席，旋又退出紅黨。此外，自2008年-2020年、2022年-2024年他擔任衛福部漢生病病患人權保障及推動小組召集人。
陳耀昌是少見的臺灣史小說家，其創作的第一本小說《福爾摩沙三族記》即入圍文化部「2012臺灣文學獎」；而2016年出版的小說《傀儡花》則被公視改編為電視劇《斯卡羅》。之後陸續出版的《獅頭花》、《苦楝花Bangas》、《島之曦》都受到好評。
在由骨髓醫學轉至幹細胞研究之後，他醉心建立國家間質幹胞資料庫。陳耀昌喜歡用「3C」來形容他的生涯目標，第一個C是Cell，指的是細胞研究；第二個C是Cinema，他希望他的文學作品能影視化；第三個C是Country，就是臺灣，他是臺灣本土主義者。

## 學術成就
不僅在杏林懸壺濟世，更於文壇筆耕不輟，陳耀昌2015年出版《島嶼DNA》一書，結合醫學專業和歷史考據，研究臺灣人基因。該書中指出：從胃幽門桿菌顯示高山原住民為南島語族祖先；高於一般亞洲人及傳統漢人的僵直性脊椎炎基因，源自於荷蘭的西北歐血統；而比例不低的鼻咽癌患者則來自中國大陸東南沿海的百越祖先。
陳耀昌也研究臺灣史，如臺南四草大眾廟供奉的鎮海大元帥，過去認為是協助清朝弭平朱一貴事件的水師將領陳酉，不過他考證說：「但廟宇建於1700年，朱一貴1722年才發動民變，反推回去建廟時他10歲，根本不合理。」他指出以地理位置來看，四草與鄭成功抵台的汕尾古戰場相近，祭祀擊敗荷蘭人的陳澤將軍才為合理推論。

## 政治參與
1996年到2003年民進黨時期擔任國大代表。
2006年退出民進黨, 加入施明德先生發起的倒扁總部，參與紅衫軍反貪腐活動。
2007年10月14日成立紅黨並擔任黨主席，於2008年立委選舉後卸任。

## 生醫創業
2022年陳耀昌「學而優則企」，投入生醫產業，與臺灣大學生化科技系陳彥榮副教授，以及瑞福生醫執行長許淑幸博士共同創立「瑞福生醫股份有限公司」，目標為建立醫藥級外泌體生產線，開發人類神經幹細胞和間質幹細胞的高效培養製程系統，研發人類疾病的新治療模式。該公司亦兼營皮膚護理產品和保健食品。

## 大事紀
- 1974年-1978年  臺大內科住院醫師、總住院醫師
- 1978年-1981年  美國Rush大學血液研究員
- 1981年-迄今	臺大醫院主治醫師（實診科、内科）
- 1982年-1985年  臺大醫學院內科講師（實診科、内科）
- 1983年	        完成臺灣首例自體骨髓移植
- 1984年	        完成臺灣首例異體骨髓移植
- 1985年-1990年	臺大醫學院副教授（實診科、内科）
- 1989年	        日本東京大學第三內科訪問學者
- 1990年	        駐沙烏地醫療團
- 1990年-1993年	中華民國癌症醫學會秘書長
- 1990年-迄今	臺大醫學院內科教授（實診科、内科）
- 1992年	        完成臺灣首例週邊造血幹細胞移植
- 1993年	        協助臺灣首次捐髓運動（捐給慈濟，成為慈濟骨髓庫第一批資料）
- 1993年-1996年	協助越南胡志明市建立骨髓髓移植中心
- 1996年-1999年 	臺灣血液病學會理事長
- 1996年-1999年 	亞太骨髓移植醫學會理事長*
- 1996年-2000年 	國大代表
- 1997年-2002年 	臺大法醫學科主任
- 2000年-2006年 	兼呂副總統醫療小組召集人
- 2000年-2004年 	兼行政院顧問
- 2001年-2006年 	兼總統府科技委員 / 人權委員
- 2001年 	    美國西雅圖華盛頓大學訪問學者
- 2002年-2004年 	借調國衛院，擔任幹細胞中心創所主任
- 2002年-2010年  胎盤幹細胞四項專利申請
- 2002年	        向行政院提出「建立臺灣健全之法醫師培訓和進用制度」建言書
- 2003年-2006年 	臺灣法醫學會理事長
- 2003年-2007年 	財訊、非凡專欄作家
- 2004年 	    臺大法醫學研究所創所所長
- 2005年		    臺大醫學院免評估教授
- 2006年	        出版《生技魅影：我的細胞人生》
- 2007年 	    紅黨創黨主席，旋辭職
- 2008年         出版《冷血刺客之台灣秘帖》
- 2008年-2020年 	衛生福利部漢生病病患人權保障及推動小组召集人
- 2012年	        出版《福爾摩沙三族記》
- 2013年-迄今 	擔任亞洲細胞治療組織（ACTO）副主席
- 2014年	        敏盛醫院血液科主治醫師
- 2014年-迄今 	自大學退休，任臺大醫學院名譽教授
- 2014年-2020年 	臺灣細胞醫療協會創會理事長
- 2015年         出版《島嶼DNA》
- 2016年	        出版《傀儡花》
- 2017年	        出版《獅頭花》
- 2019年	        出版《苦楝花Bangas》
- 2020年		    出版《島之曦》
- 2022年		    出版《頭份之雲：陳耀昌短篇小說集》
- 2022年-2024年 	再度擔任衛生福利部漢生病病患人權保障及推動小组召集人
- 2022年-迄今	共同創辦「瑞福生醫股份有限公司」
- 2024年-迄今	好心肝診所、好甘心診所、醫者診所 主治醫師

## 主要著作

### 醫學論文
- SCI醫學論文二百多篇，刊載於世界第一流之《Lancet刺胳針》、《BLOOD血液》等學術期刊

### 小說
- 《福爾摩沙三族記》（臺北：遠流出版公司，2012年），另有日文與英文譯本
- 《傀儡花》（臺北：印刻出版，2016年），另有日文、英文及韓文譯本
- 《獅頭花》（臺北：印刻出版，2017年），英文譯本預計2025年出版
- 《苦楝花Bangas》（臺北：印刻出版，2019年），日文譯本進行中
- 《島之曦》（臺北：遠流出版公司，2021年），日文及英文譯本進行中
- 《頭份之雲：陳耀昌短篇小說集》（臺北：允晨文化，2022年）

### 非小說
- 《生技魅影：我的細胞人生》（臺北：財訊出版社，2006）
- 《冷血刺客之台灣秘帖》（臺北：前衛出版社，2008）
- 《島嶼DNA》（臺北：印刻出版，2015）[2]

## 貢獻與獎項

### 醫學
- 1983年 完成臺灣第一例自體骨髓移植
- 1984年 完成臺灣第一例異體骨髓移植
- 1986年 完成臺灣第一例冰凍骨髓移植
- 1989年 促成捐血中心開始對血品推行HTLV-1之測試
- 1992年 完成臺灣第一例自體周邊造血幹細胞移植
- 1993年 臺大醫學院財團法人青杏醫學文教基金會「青杏醫學獎」
- 2000年 中華民國癌症醫學會「徐千田癌症研究傑出獎」
- 2000年 臺南一中校友會「傑出校友獎」
- 2005年 成功發展人類胎盤間質幹細胞（第一代）（專利1、2）
- 2010年 成功發展人類胎盤間質幹細胞（第二代）（專利3、4）
- 2013年 國家生技醫療產業策進會（生策會）「第十屆國家新創獎」
- 2017年 衛生福利部「衛生福利專業獎章」
- 2017年 越南「衛生獎章」
- 2020年 中華民國醫師公會全國聯合會「台灣醫療典範獎」
- 2021年 臺北保安宮第四屆「醫療奉獻獎」

### 文學
- 2012年 《福爾摩沙三族記》入圍文化部「臺灣文學獎」
- 2016年 《島嶼DNA》獲頒「巫永福文化評獎」
- 2016年 《傀儡花》獲頒文化部「臺灣文學獎小說類金典獎」[5]
- 2016年 《傀儡花》由公共電視拍攝成歷史大河劇《斯卡羅》
- 2017年 《獅頭花》獲頒新臺灣和平基金會「臺灣歷史小說獎」[6]
- 2021年 《島之曦》獲《亞洲週刊》「年度十大小說」
- 2022年 《島之曦》獲香港浸會大學第九屆「紅樓夢獎：世界華文長篇小說」專家推薦獎
- 2022年 《傀儡花》改編的電視劇《斯卡羅》於第57屆金鐘獎入圍13項大獎，並獲得「戲劇節目獎」等4項大獎。
- 2024年 《島之曦》經「雞屎藤舞蹈劇場」改編為《天光前—林氏好的離別詩 Lighting up the Island》歌舞劇

## 外部連結
- 縱浪大化篇：陳耀昌的部落格
- 陳耀昌教授專訪 （页面存档备份，存于）
- 幹細胞專家陳耀昌的福爾摩沙夢 （页面存档备份，存于）
- 風傳媒 - 陳耀昌專文（页面存档备份，存于）
- 天下雜誌 - 細胞垃圾變回春聖品，還能抗癌防失智　外泌體是什麼？台灣不做會輸韓國？ - 陳耀昌集結高手，目標推新藥
- 瑞福生醫股份有限公司